# (400127) 2006 UO106
(400127) 2006 UO106 es un asteroide perteneciente al cinturón de asteroides, descubierto el 18 de octubre de 2006 por el equipo del Spacewatch desde el Observatorio Nacional de Kitt Peak, Arizona, Estados Unidos.

## Designación y nombre
Designado provisionalmente como 2006 UO106.

## Características orbitales
2006 UO106 está situado a una distancia media del Sol de 2,641 ua, pudiendo alejarse hasta 3,226 ua y acercarse hasta 2,057 ua. Su excentricidad es 0,221 y la inclinación orbital 3,501 grados. Emplea 1568,53 días en completar una órbita alrededor del Sol.

## Características físicas
La magnitud absoluta de 2006 UO106 es 17,4.